# Балатонсарсо
Балатонсарсо (мађ. Balatonszárszó) је насељено место у Мађарској. Балатонсарсо је веће насеље у оквиру жупаније Шомођ.

## Географија

### Локација
Балатонсарсо се налази у северном делу округа Шомођ, на јужној обали Балатонског језера. Његови суседи су Балатонфелдвар на истоку, Балатонесед и Балатонсемеш на западу и Солад на југу.
Насеље има свој излаз са аутопута М7, као и аутопута 7 и железничке пруге Секешфехервар – Ђекењеш која пролази кроз њега, потоњи овде има станицу, железничку станицу Балатонсарсо. До његових јужних суседа, Солада, Телекија, Кече и Нађчепеља, пут 65 102 се одваја од главног пута 7.
Насеље је део винске регије Балатонбоглар.

### Порекло имена
Према једној теорији, име Сарсо вероватно потиче од речи саразо (szárazaszó), познате из 1082. године, која је тада написана у облику Заросозов (Zarrosozow). Овај назив је временом поједностављен. Корнел Бакај је указао на неодрживост ове теорије. „Сар-асо (име Балатонсарсо) се објашњава, на пример, као сува долина, иако асо (Ozofeu, 1055) значи не само суву долину, већ и поток, односно поток који тече у долини која је настало за време кишног времена и отапања. Другим речима: суво тумачење долине уопште није поткрепљено лингвистичким подацима. Али није тачно ни тумачење придева сар (Сарос асо, 1082) (. ..) јер су на обали Балатона у Шомођи прелепе шуме бора, топола, платана, јавора, врбе, трске и између мочварних предела(...)“.
Према Гергељ Цуцору и Јаношу Фогарашију, име Сарсо можда да потиче од полузастареле речи сар (неплодан, ћелав, катран): „Према традиционалном тумачењу сеоских људи, локалитет који се зове Сарсо у Шомођи је Суво језеро.”
Према другом мишљењу, име насеља је из времена Арпадовића дато по принцу Ласло Сару, кога неки људи поистовећују са вођом Копанијем.

## Историја
На картама из 19. века свуда се појављује име Сарсо, којем је 1922. године додат префикс Балатон.
Подручје је било насељено већ у доба неолита. Од тада има археолошких налаза из свих векова.
Његово прво писано помињање у „правопису Заросозов” датира из 1082. године, иако се село у то време налазило 1 км јужно од данашњег места. У средњем веку имања су у селу имали и тихански игуман и каптол Веспрем, 2001. година је од велике важности за упознавање прошлости Балатонсарсоа, када је ископана планирана траса у вези са изградњом аутопута М7. Приликом ископавања нађени су остаци средњовековног села и темељни зидови цркве насеља, која је подигнута у 13. веку и која се може наћи до краја 18. века, као и богати гробови са артефактима, од сахрањених у цркви и поред ње у винограду Кишерде, који је током каснијег турског доба неколико пута скоро потпуно опустело.
Од 1928. (до 1951. године) сваког лета су се одржавале конференције у Шаршоу, у организацији Студентског савеза Соли Део глориа, где су хиљаде младих људи могле да размене своја размишљања о духовном животу нације. Атила Јожефа је 3. децембра 1937. прегазио воз на станици Балатонсарсо (у околностима које су још увек нејасне). Најпознатија „Сарсо конференција” организована је 1943. године, чија је тема била ситуација, шансе и будућност Мађара после Другог светског рата. У Другом светском рату живот су изгубила 34 становника из Сарсоа.
Први вртић отворен је 1947. године. Године 1948. обједињене су две верске школе, које су се 1961. преселиле у садашњу модерну зграду. Меморијални музеј Јожефа Атиле отворен је 1972. године.
Насеље је инаугурисано као општина 1973. године. 2003. године, Балатонсарсо је добио титулу најпросперитетнијег села, чиме је доспео на међународно такмичење. На међународном такмичењу Ентенте флораре уропе 2004. освојио је друго место у категорији села.

## Становништво
Током пописа из 2011. године, 90,5% становника се изјаснило као Мађари, 3,5% као Немци, а 0,4% као Роми (8,9% се није изјаснило). 
Верска дистрибуција је била следећа: римокатолици 44,7%, реформисани 18,5%, лутерани 6,2%, гркокатолици 0,5%, без вероисповести 9,2% (19,4% се није изјаснило).